# كيم جون-هيون
كيم جون-هيون (هانغل: 김준현) هو لاعب كرة قدم كوري جنوبي في مركز الوسط، ولد في 20 يناير 1964 في كوريا الجنوبية. شارك مع منتخب كوريا الجنوبية لكرة القدم. أما مع النوادي، فقد لعب مع جيجو يونايتد ونادي بوسان أي بارك.

## وصلات خارجية
- كيم جون-هيون على موقع دوري كوريا الجنوبية (الإنجليزية)